# RiceGum
Bryan Quang Le (19 de novembro de 1996), mais conhecido como RiceGum, é um YouTuber e rapper estadunidense. Em novembro de 2017, Le atingiu a 25.ª colocação na parada Billboard Emerging Artists. Sua canção, "It's Every Night Sis", recebeu certificado de platina pela Recording Industry Association of America (RIAA) em março de 2018.

## Biografia
Le nasceu em Las Vegas, Nevada, em 19 de novembro de 1996. Seu pai era vietnamita e sua mãe chinesa, ambos imigrantes. Ele estudou na Sierra Vista High School, onde fez parte do time de basquete. Le frequentou a Universidade de Nevada (UNLV) mas abandonou o curso durante seu primeiro ano para seguir carreira.

## Carreira

### Carreira musical
Em 2017, Le lançou um single intitulado "It's Every Night Sis", com participação de outra personalidade do YouTube, Alissa Violet. A canção recebeu certificado de platina  pela RIAA e estreou no 80º lugar no Billboard Hot 100. O single foi seguido por "God Church" em julho de 2017, seu nome é uma referência a "It's Everyday Bro". RiceGum foi destaque no vídeo "Earthquake" da personalidade do YouTube e rapper KSI, lançado em 12 de agosto de 2017. O vídeo já foi visto mais de 46 milhões de vezes desde o seu lançamento.

### Outros trabalhos
RiceGum participou do comercial dos fones de ouvido Monster, transmitido durante  o Super Bowl LII. No anúncio, ele aparece em um metrô inspirado por Iggy Azalea para criar um fone de ouvido. Em maio de 2020, seu canal principal era o 558º canal com mais inscrito no YouTube. Ele mora em Los Angeles, no que descreve como um apartamento de 'luxo'.

## Controvérsias

### Discussões com outras personalidades do YouTube
Ian Carter, que possui um canal intitulado iDubbbzTV, fez um episódio de sua popular série "Content Cop" falando de RiceGum (uma série em que ele critica o conteúdo de outros YouTubers). Em resposta ao vídeo, RiceGum fez a canção "Frick da Police". A faixa não agradou ao público, possuía 1,3 milhão de descurtidas em janeiro de 2020. RiceGum também se envolveu em controvérsias com outros YouTubers e músicos populares, como James Rallison, Gabbie Hanna, e Bhad Bhabie.

### Vlog sobre Hong Kong
Em 12 de junho de 2018, RiceGum publicou um vídeo de si mesmo em Hong Kong por meio de seu canal principal do YouTube. No vídeo, ele pergunta a estranhos e a um funcionário do McDonald's se eles vendem cachorro. Ele também brinca sobre querer carne de cachorro e gato para comer, pois está "sempre aberto para experimentar coisas novas". Ele comenta sobre a carne bovina vendida em Hong Kong, questionando se é carne de cachorro e dizendo que "parece nojenta". Ele filmou o comediante M2THAK caminhando até um homem no Aeroporto Internacional de Hong Kong, gritando "Você entende as palavras que estão saindo da minha boca?", supostamente imitando uma cena de Rush Hour, para sugerir que asiáticos não entendem inglês. M2THAK também foi filmado reposicionando manequins na vitrine de uma loja em poses sexuais. O vídeo incluía uma cena em que eles deram um sorvete pela metade para um cidadão de Hong Kong.
Comentários compararam o vídeo ao polêmico vlog de Logan Paul no Japão, dizendo que ele está sendo desrespeitoso e culturalmente insensível em um país estrangeiro. Jimmy Wong tweetou dizendo que está desapontado porque os vídeos de RiceGum agora são "desrespeitosos, ignorantes, racistas e vergonhosos para todos os criadores, especialmente asiáticos" e pediu a ele "por favor, cresça e pare".
Duas semanas depois, em 26 de junho, quando o vídeo recebeu diversas críticas na China e em outros países asiáticos, RiceGum lançou um vídeo, dizendo que estava apenas "brincando". Ele se defendeu e disse que as pessoas estão sendo muito sensíveis. Também disse que queria voltar para Hong Kong, mas diz que está "meio assustado agora porque as pessoas podem me bater e me espancar". O vídeo foi posteriormente removido do YouTube devido à violação dos Termos de Serviço.

### Caixa misteriosa
Em janeiro de 2019, RiceGum, junto com Jake Paul, foi criticado por promover MysteryBrand, um site que oferece a chance de abrir uma "caixa misteriosa" digital. Ele sofreu críticas. Em resposta, RiceGum fez um vídeo no qual destacou que outros YouTubers também fizeram suas caixas. No final do vídeo, ele decidiu distribuir os códigos dos cartões-presente da Amazon, dizendo que "não há nada que eu possa fazer a não ser pedir desculpas e dar a vocês esses cartões-presente".

## Discografia

### Singles
| Título                                      | Ano  | Melhor posição | Melhor posição | Melhor posição | Certificações   | Álbum             |
| Título                                      | Ano  | EUA            | EUA R&B/HH     | CAN            | Certificações   | Álbum             |
| ------------------------------------------- | ---- | -------------- | -------------- | -------------- | --------------- | ----------------- |
| "It's Every Night Sis" (part Alissa Violet) | 2017 | 80             | 34             | 55             | - RIAA: Platina | Singles sem álbum |
| "God Church"                                | 2017 | —              | —              | —              |                 | Singles sem álbum |
| "Frick da Police"                           | 2017 | —              | 45             | 67             |                 | Singles sem álbum |
| "Naughty or Nice"                           | 2017 | —              | —              | —              |                 | Singles sem álbum |
| "Bitcoin"                                   | 2018 | —              | —              | —              |                 | Singles sem álbum |
| "Fortnite n Chill"                          | 2018 | —              | —              | —              |                 | Singles sem álbum |
| "DaAdult"                                   | 2020 | —              | —              | —              |                 | Singles sem álbum |
| "My Ex"                                     | 2020 | —              | —              | —              |                 | Singles sem álbum |
| "Contract Money Freestyle"                  | 2020 | —              | —              | —              |                 | Singles sem álbum |